# Leptopelis vermiculatus
Espèce
Synonymes
- Hylambates vermiculatus Boulenger, 1909
- Leptopelis signifer Ahl, 1929

Statut de conservation UICN

 EN B1ab(iii) : En danger
Leptopelis vermiculatus est une espèce d'amphibiens de la famille des Arthroleptidae.

## Répartition
Cette espèce est endémique de Tanzanie. Elle se rencontre de 900 à 1 800 m d'altitude dans les monts Usambara, Udzungwa, Nguru, Nguu, Mahenge, Poroto et au mont Rungwe.

## Description
Les mâles mesurent de 39 à 50 mm et les femelles de 61 à 85 mm.

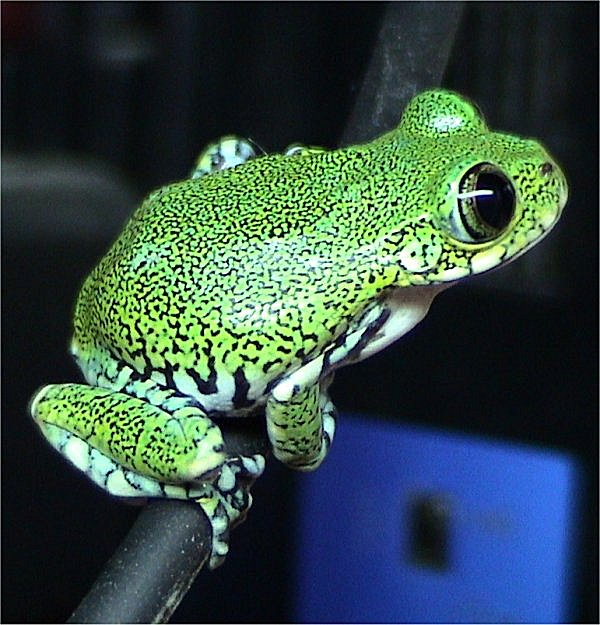
Leptopelis vermiculatus jeune

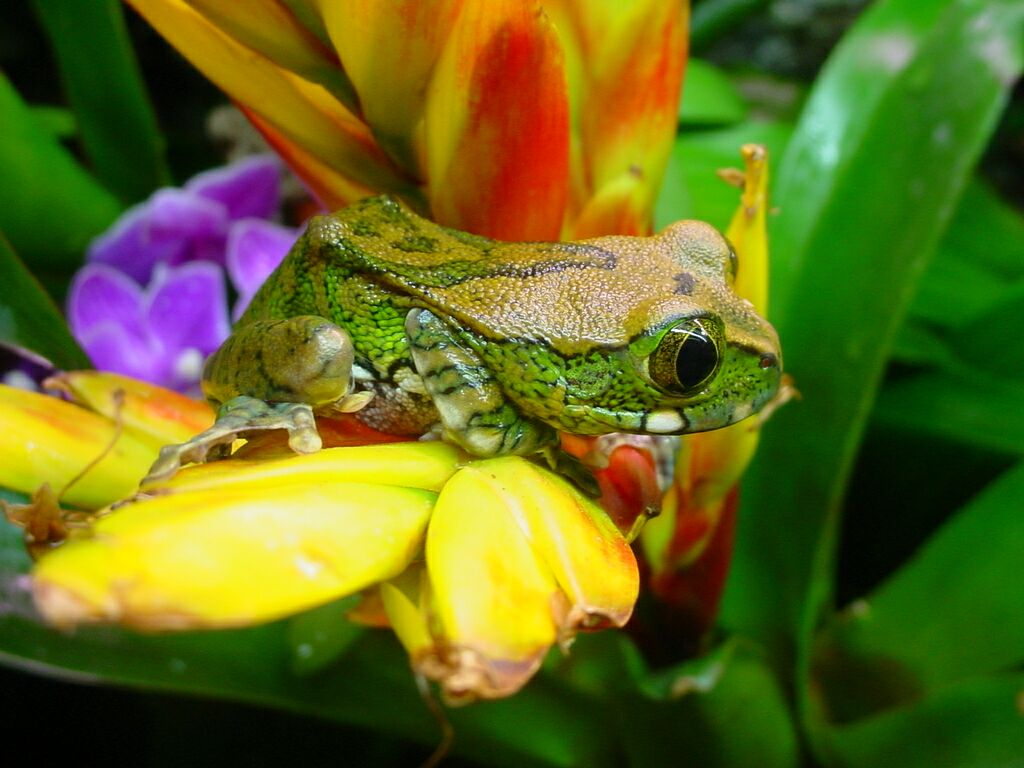
Leptopelis vermiculatus à un stade transitoire

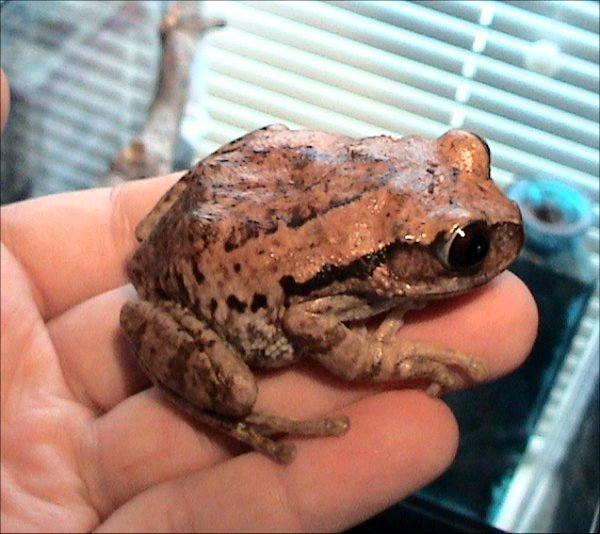
Leptopelis vermiculatus adulte

L'aspect des grenouilles adultes diffère souvent au niveau de la silhouette, des yeux et de la couleur comparé aux juvéniles.

## Publication originale
- Boulenger, 1909 : Descriptions of three new frogs discovered by Dr. P. Krefft in Usambara, German East Africa. Annals and Magazine of Natural History, ser. 8, vol. 4, p. 496-497 (texte intégral).